# Прогресс МС-18
Прогресс МС-18 (№ 447) — космический транспортный грузовой корабль (ТГК) серии «Прогресс», запуск которого состоялся 28 октября 2021 года в 00:00 UTC со стартового комплекса «Восток» космодрома Байконур по программе 79-й миссии снабжения Международной космической станции. По классификации NASA кораблю присвоено название «Progress 79P».

## Стыковка с МКС
Стыковка к модулю «Звезда» Международной космической станции была осуществлена 30 октября 2021 года в 01:31 UTC.

## Груз
- 1 490 кг различного оборудования и материалов, включая ресурсную аппаратуру и инструменты для внекорабельной деятельности, средства медицинского контроля и санитарно-гигиенического обеспечения, предметы одежды, стандартные рационы питания и свежие продукты для членов экипажа 66-й основной экспедиции, а также укладки для проведения космических экспериментов «Матрёшка-Р», «Биомаг-М», «Асептик», «Структура» и «Фотобиореактор», оборудование для дооснащения нового модуля «Наука», прибывшего на МКС в июле. Среди него — вторая российская система получения кислорода «Электрон-ВМ» и бортовая мастерская[3].
- 560 кг топлива дозаправки
- 420 литров питьевой воды в баках системы «Родник»
- 43 кг сжатого воздуха в баллонах средств подачи кислорода.

## Завершение полёта
Корабль отстыкован от МКС 1 июня 2022 года в 8:02 UTC. В тот же день в 11:11 UTC был включён маршевый двигатель на торможение для схода с орбиты. Несгоревшие остатки были затоплены в 11:51 UTC в несудоходной части Тихого океана.

## Символика
В рамках соглашения о сотрудничестве Госкорпорации «Роскосмос» с Правительством Нижегородской области, на 1 и 2 ступени ракеты-носителя «Союз-2.1а» нанесена символика празднования 800-летия Нижнего Новгорода в 2021 году и узоры хохломской росписи. На створки головного обтекателя нанесён логотип «СБЕР» в честь 180-летия СберБанка, которое отмечалось 12 ноября.